# Volta a Califòrnia 2007
La Volta a Califòrnia 2007 es disputà entre el 18 i el 25 de febrer de 2007. Aquesta fou la segona edició de la Volta a Califòrnia i fou guanyada per l'estatunidenc Levi Leipheimer.

## Etapes
| Etapes | Data         | Recorregut                    | km    | Vencedor etapa        | Líder general         |
| ------ | ------------ | ----------------------------- | ----- | --------------------- | --------------------- |
| Pr     | 18 de febrer | San Francisco                 | 3     | Levi Leipheimer (USA) | Levi Leipheimer (USA) |
| 1      | 19 de febrer | Sausalito - Santa Rosa        | 129   | Graeme Brown (AUS)    | Levi Leipheimer (USA) |
| 2      | 20 de febrer | Santa Rosa - Sacramento       | 153   | Juan José Haedo (ARG) | Levi Leipheimer (USA) |
| 3      | 21 de febrer | Stockton - San José           | 152,2 | Jens Voigt (DEU)      | Levi Leipheimer (USA) |
| 4      | 22 de febrer | Seaside - San Luis Obispo     | 215,2 | Paolo Bettini (ITA)   | Levi Leipheimer (USA) |
| 5      | 23 de febrer | Solvang - Solvang (CRI)       | 23,5  | Levi Leipheimer (USA) | Levi Leipheimer (USA) |
| 6      | 24 de febrer | Santa Bàrbara - Santa Clarita | 169,6 | Juan José Haedo (ARG) | Levi Leipheimer (USA) |
| 7      | 25 de febrer | Long Beach                    | 124,7 | Iván Domínguez (CUB)  | Levi Leipheimer (USA) |

## Classificacions finals

### Classificació general
|     | Ciclista                   | Equip                | Temps       |
| --- | -------------------------- | -------------------- | ----------- |
| 1.  | Levi Leipheimer (USA)      | Discovery Channel    | 24h 57' 24" |
| 2.  | Jens Voigt (DEU)           | Team CSC             | + 21"       |
| 3.  | Jason McCartney (USA)      | Discovery Channel    | + 54"       |
| 4.  | Bobby Julich (USA)         | Team CSC             | + 1' 06"    |
| 5.  | Stuart O'Grady (AUS)       | Team CSC             | + 1' 16"    |
| 6.  | Christian Vandevelde (USA) | Team CSC             | + 1' 24"    |
| 7.  | Michael Rogers (AUS)       | T-Mobile Team        | + 1' 32"    |
| 8.  | Ben Day (AUS)              | Navigators Insurance | + 1' 38"    |
| 9.  | Franco Pellizotti (ITA)    | Liquigas             | + 1' 41"    |
| 10. | Ryder Hesjedal (CAN)       | Health Net-Maxxis    | + 1' 57"    |

### Classificacions secundàries
- Millor esprintador: Juan José Haedo, 44 pts
- Millor escalador: Christophe Laurent, 28 pts
- Millor jove: Robert Gesink, 25h 00' 14"
- Millor equip: Team CSC, 74h 54' 41"

## Evolució de les classificacions
| Etapa (Vencedor)           | Classificació general | Classificació dels esprints | Classificació de la muntanya | Classificació dels joves | Classificació per equips |
| -------------------------- | --------------------- | --------------------------- | ---------------------------- | ------------------------ | ------------------------ |
| 0Pròleg (Levi Leipheimer)  | Levi Leipheimer       | no s'entrega                | Brian Sheedy                 | Taylor Tolleson          | Discovery Channel        |
| 0Etapa 1 (Graeme Brown)    | Levi Leipheimer       | Allan Davis                 | Thomas Peterson              | Taylor Tolleson          |                          |
| 0Etapa 2 (Juan José Haedo) | Levi Leipheimer       | Allan Davis                 | Thomas Peterson              | Taylor Tolleson          |                          |
| 0Etapa 3 (Jens Voigt)      | Levi Leipheimer       | Allan Davis                 | Thomas Peterson              | Matthew Lloyd            | Team CSC                 |
| 0Etapa 4 (Paolo Bettini)   | Levi Leipheimer       | Juan José Haedo             | Christophe Laurent           | Matthew Lloyd            | Team CSC                 |
| 0Etapa 5 (Levi Leipheimer) | Levi Leipheimer       | Juan José Haedo             | Christophe Laurent           | Robert Gesink            | Team CSC                 |
| 0Etapa 6 (Juan José Haedo) | Levi Leipheimer       | Juan José Haedo             | Christophe Laurent           | Robert Gesink            | Team CSC                 |
| 0Etapa 7 (Iván Domínguez)  | Levi Leipheimer       | Juan José Haedo             | Christophe Laurent           | Robert Gesink            | Team CSC                 |
| 0Final                     | Levi Leipheimer       | Juan José Haedo             | Christophe Laurent           | Robert Gesink            | Team CSC                 |